# Ostra Vetere
Ostra Vetere è un comune italiano di 3 071 abitanti della provincia di Ancona nelle Marche.

## Geografia fisica
Ostra Vetere sorge in territorio collinare marchigiano. Arroccata su piccoli altopiani, non presenta zone pianeggianti. Dalla parte alta di Ostra Vetere è possibile vedere uno scorcio di mare in direzione di Senigallia.

## Storia

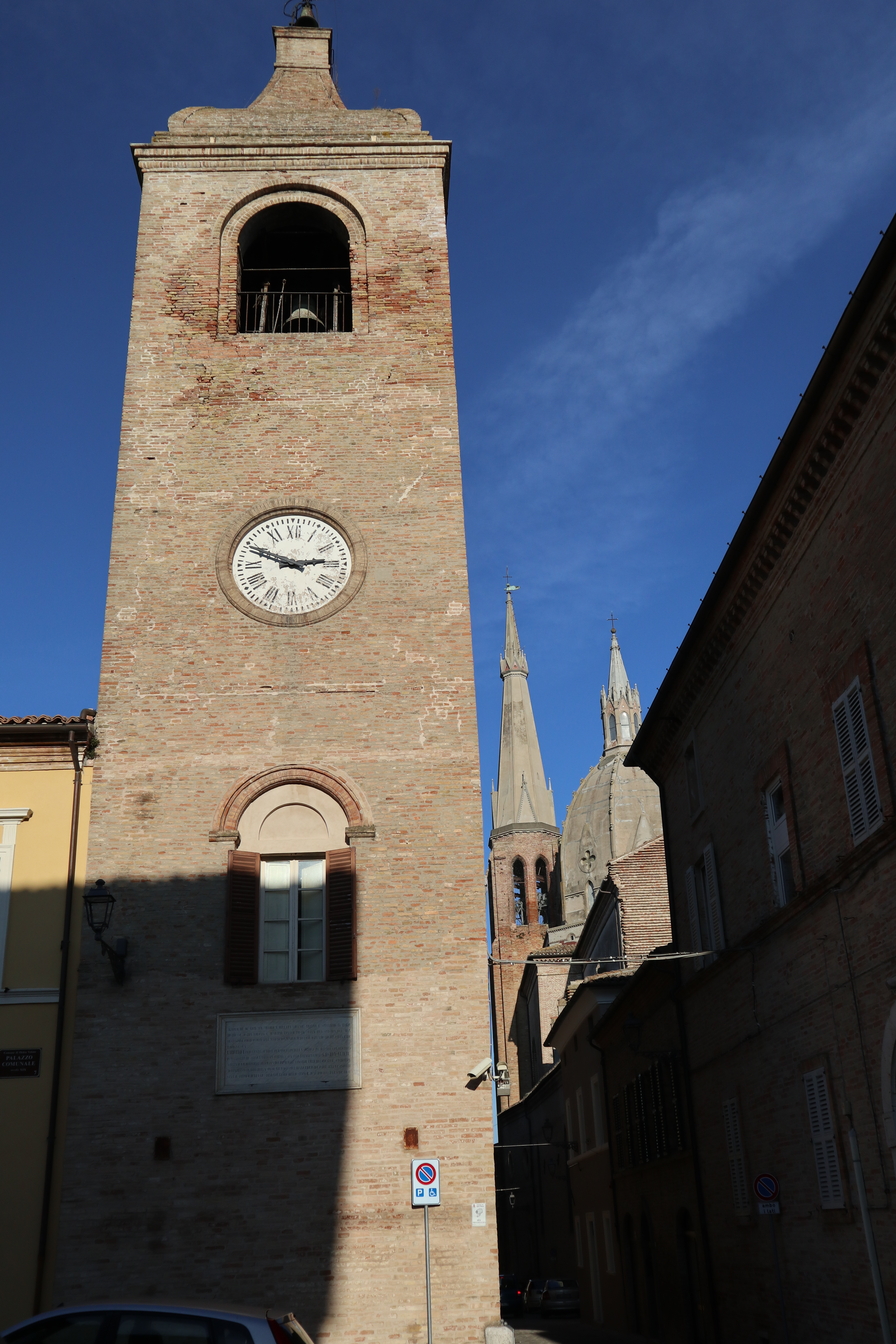
Veduta con la Torre civica e la Chiesa di Santa Maria di Piazza.

Ostra Vetere ha assunto l'attuale denominazione il 19 marzo 1882 con regio decreto. In precedenza si chiamava Montenovo; la prima attestazione di questo toponimo risale al XII secolo.
In località "Le Muracce" di Pongelli, si trovano le rovine dell'antica città romana di Ostra. Il sito archeologico è oggetto di indagine archeologica. La tradizione popolare vorrebbe che Ostra Vetere, già Montenovo, fosse stata  fondata dai profughi dell’antica città romana di Ostra,  scampati alla distruzione della città da parte dei Goti nel 409 d.C.
In realtà, fino al XII secolo, nel territorio, è documentata solamente l’esistenza  di una cella monastica intitolata a San Severo (1001) nelle vicinanze del colle su cui oggi sorge il centro urbano e, in quelli circostanti, i castellari di Quinzano (1081) e Collina (1115). Il toponimo Serra Montis Novi compare per la prima volta su un documento di enfiteusi dell’Abbazia di Sitria nel 1137 e soltanto all’ inizio del XIII secolo Montenovo si costituirà come libero comune, citato nell ’anno 1223 in una bolla di papa Onorio III, aggregando in breve preesistenti centri demici.
Nel 1230 il sindaco della comunità compare come garante in un atto di pacificazione interna della limitrofa Montalboddo.
Seguirà una fase di espansione nel corso della quale le vicende del paese saranno strettamente legate a quelle della famiglia dei Boscareto, ghibellina, che nel 1240 si schiera con l'imperatore Federico II. Dal 1251 Montenovo è sottoposta al dominio della città Regia di Jesi, alla quale, annualmente, offre il pallio almeno fino al 1398. 
Con il passaggio di Nicolò Buscareto alla parte Guelfa e l'alleanza con i Malatesta, questi a metà del secolo XIV, seppe conquistarsi un vasto dominio personale. Tuttavia, nel 1355, con la perdita della Battaglia di Paterno, il cardinale Egidio Albornoz, riconsegna Montenovo allo Stato Pontificio: nella "Descriptio Marchiae", infatti, viene menzionata la Rocca di Montenovo. Nel 1360, però, Nicolò, alleatosi con i Visconti di Milano, torna a ribellarsi al potere della Chiesa che non tarda a vendicarsi. L'Albornoz fa abbattere il castello dei Buscareto mettendo la famiglia al bando ed esiliandola fuori dalla Marca. Sarà ricostruita e ampliata nel 1362  da Nicolò Spinelli che la reggerà, come feudatario investito da papa Urbano V, fino al 1383. Il paese subirà anche il "guasto delle soldatesche" di Francesco Sforza nel 1443, le angherie di Francesco Maria I della Rovere nel 1517 e il sacco dei mercenari spagnoli di Nicolò Bonafede nel 1522.
La storia del Comune sarà poi sostanzialmente analoga a quella dei centri rurali della Marca Anconetana, e più in generale dello Stato Pontificio.
Nel 1882, a conclusione di una disputa accesasi con Montalboddo, per la rivendicazione dell’antico nome di Ostra, un Regio Decreto attribuisce a Montenovo la denominazione di Ostra Vetere. 

### Simboli
Lo stemma è stato riconosciuto con DCG del 4 ottobre 1934.
Il gonfalone è un drappo di giallo.
In precedenza, con regio decreto del 31 maggio 1883, era stato concesso uno stemma che si presentava partito: nel 1º simile a quello attuale, di rosso, con la croce e il monte di sei colli all'italiana; nel 2º d'argento, alla fenice nella sua immortalità, al naturale. Sotto lo scudo il motto latino: Post fata resurgo.

## Monumenti e luoghi d'interesse
- Area archeologica di Ostra antica
- Polo museale terra di Montenovo
- Chiesa di Santa Maria di Piazza
- Convento di Santa Croce, oggi santuario di san Pasquale Baylon

## Società

### Evoluzione demografica
Abitanti censiti

## Amministrazione

Il gonfalone comunale

| Periodo         | Periodo         | Primo cittadino           | Partito                       | Carica                  | Note        |
| --------------- | --------------- | ------------------------- | ----------------------------- | ----------------------- | ----------- |
| 4 giugno 1985   | 20 maggio 1990  | Nicola Brunetti           | Indipendente                  | Sindaco                 | [ 7 ]       |
| 20 maggio 1990  | 24 aprile 1995  | Nicola Brunetti           | Lista civica                  | Sindaco                 | [ 7 ]       |
| 24 aprile 1995  | 14 giugno 1999  | Nicola Brunetti           | Centro-sinistra               | Sindaco                 | [ 7 ]       |
| 14 giugno 1999  | 14 giugno 2004  | Nicola Brunetti           | Lista civica                  | Sindaco                 | [ 7 ]       |
| 14 giugno 2004  | 8 giugno 2009   | Massimo Bello             | Lista civica                  | Sindaco                 | [ 7 ]       |
| 8 giugno 2009   | 22 gennaio 2013 | Massimo Bello             | Lista civica di centro-destra | Sindaco                 | [ 7 ] [ 8 ] |
| 22 gennaio 2013 | 30 maggio 2013  | Mario Gabriele Perpuetini |                               | Commissario prefettizio | [ 7 ]       |
| 30 maggio 2013  | 11 giugno 2018  | Luca Memé                 | Per Ostra Vetere              | Sindaco                 | [ 7 ]       |
| 11 giugno 2018  | 14 maggio 2023  | Rodolfo Pancotti          | Lista civica                  | Sindaco                 | [ 7 ]       |
| 15 maggio 2023  | in carica       | Massimo Corinaldesi       | Lista civica                  | Sindaco                 | [ 7 ]       |

### Gemellaggi
- Assisi
- Lugo di Vicenza
- Uggiano la Chiesa
- Poggio Bustone
- Urzy
- Numana
- Borgo Pace
- Čitluk
- Kamp-Bornhofen

## Sport
Nel 1949 venne fondata la Società Sportiva Olimpia Ostra Vetere USD, la quale squadra di calcio disputa attualmente il campionato di Seconda Categoria. Ci sono inoltre la Polisportiva Avis, che gestisce il settore pallavolo (con squadre formate da giovani del vivaio) e quello della mountain bike e la Polisportiva Montenovo, nata nel 2012, presente in ambito sportivo con una squadra di calcio che militava in 3ª categoria ed 1 di calcio a 5 femminile, oltre a corsi di tennis. Negli ultimi anni si svolge in estate la settimana dello sport, nella quale si svolgono la Monte9se (gara podistica che dal 2013 porta ad Ostra Vetere centinaia di runner anche da fuori regione), la Montenovese MTB (una cicloturistica in mountain bike per le campagne del paese) , oltreché tornei di bocce, beach volley, calcio tennis.